# Mucuna pluricostata
Mucuna pluricostata là một loài thực vật có hoa trong họ Đậu. Loài này được Barb.Rodr. miêu tả khoa học đầu tiên.